# Новий Кот
Новий Кот (словен. Novi Kot) — поселення в общині Лошкий Поток, регіон Південно-Східна Словенія, Словенія. Висота над рівнем моря: 800,3 м.